# Karol Szymanowski-museum
Het Karol Szymanowski-museum (Pools: Muzeum Karola Szymanowskiego) is een museum in de Poolse plaats Zakopane dat gewijd is aan de Poolse componist Karol Szymanowski. Het is een onderdeel van het Nationaal Museum in Krakau.

## Locatie en collecties
Het museum bevindt zich in een historisch chalet in het Tatra-gebergte dat gebouwd werd in de late 19e eeuw als een pension in het toeristische Zakopane. Van 1930 tot 1935 was dit het woonhuis van Szymanowski.
De collectie omvat onder andere bladmuziek, memorabilia en portretten van de componist, alsmede zijn vele onderscheidingen. Tevens is het gebouw van binnen volledig gereconstrueerd aan de hand van beschrijvingen en foto's naar de situatie van 1930-1935.

## Foto's

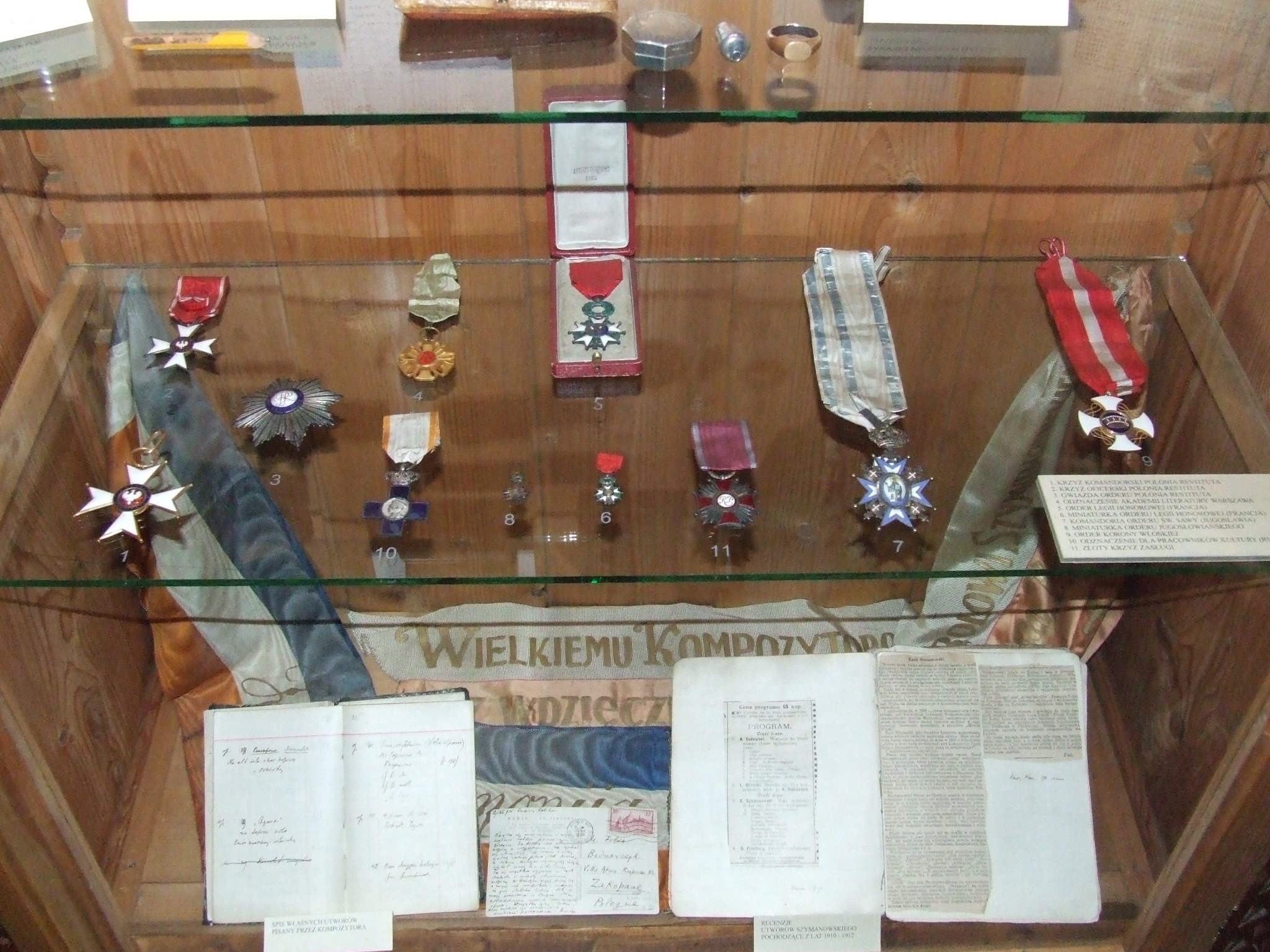
Onderscheidingen van Szymanowski
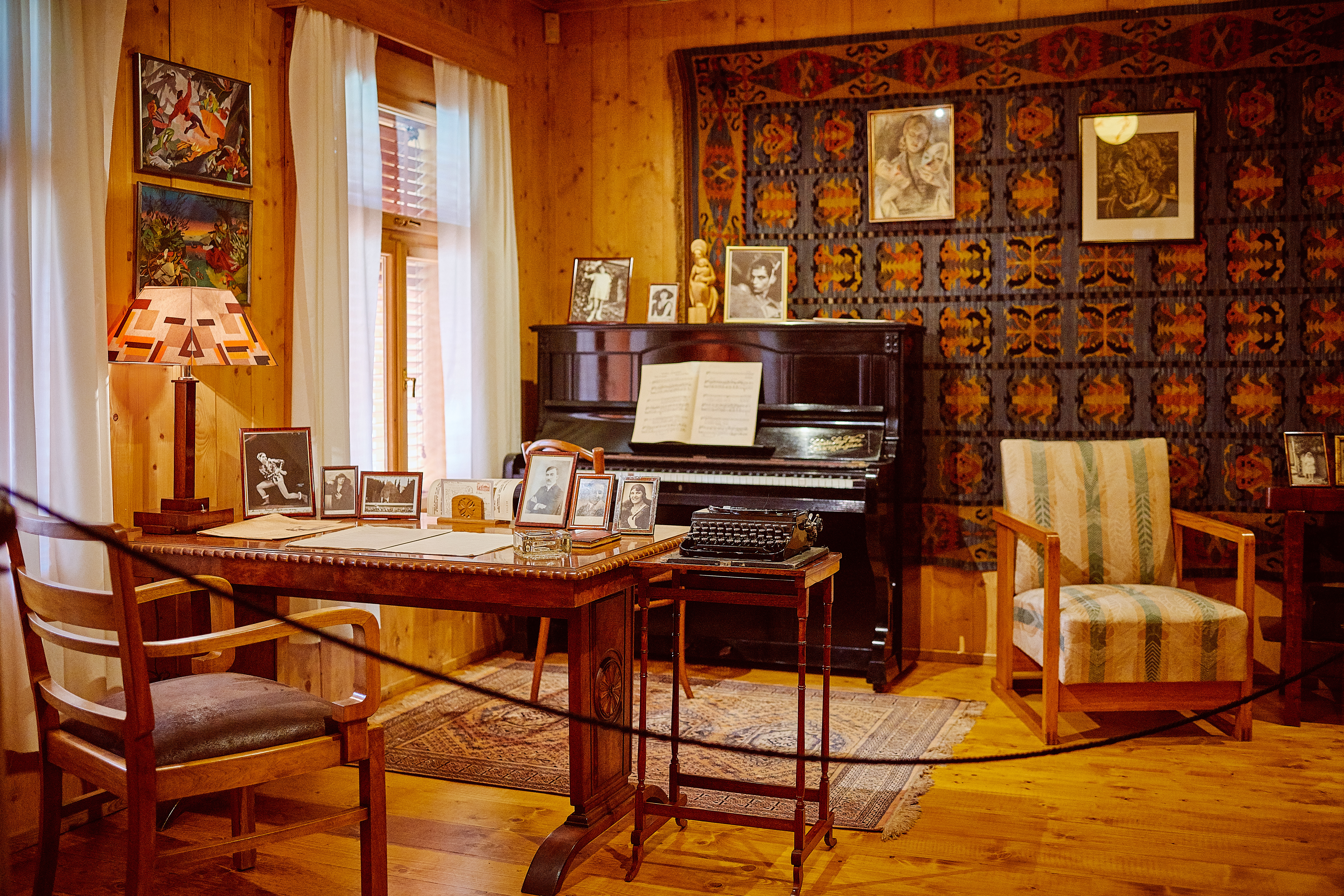
Reconstructie van de werkkamer van Szymanowski
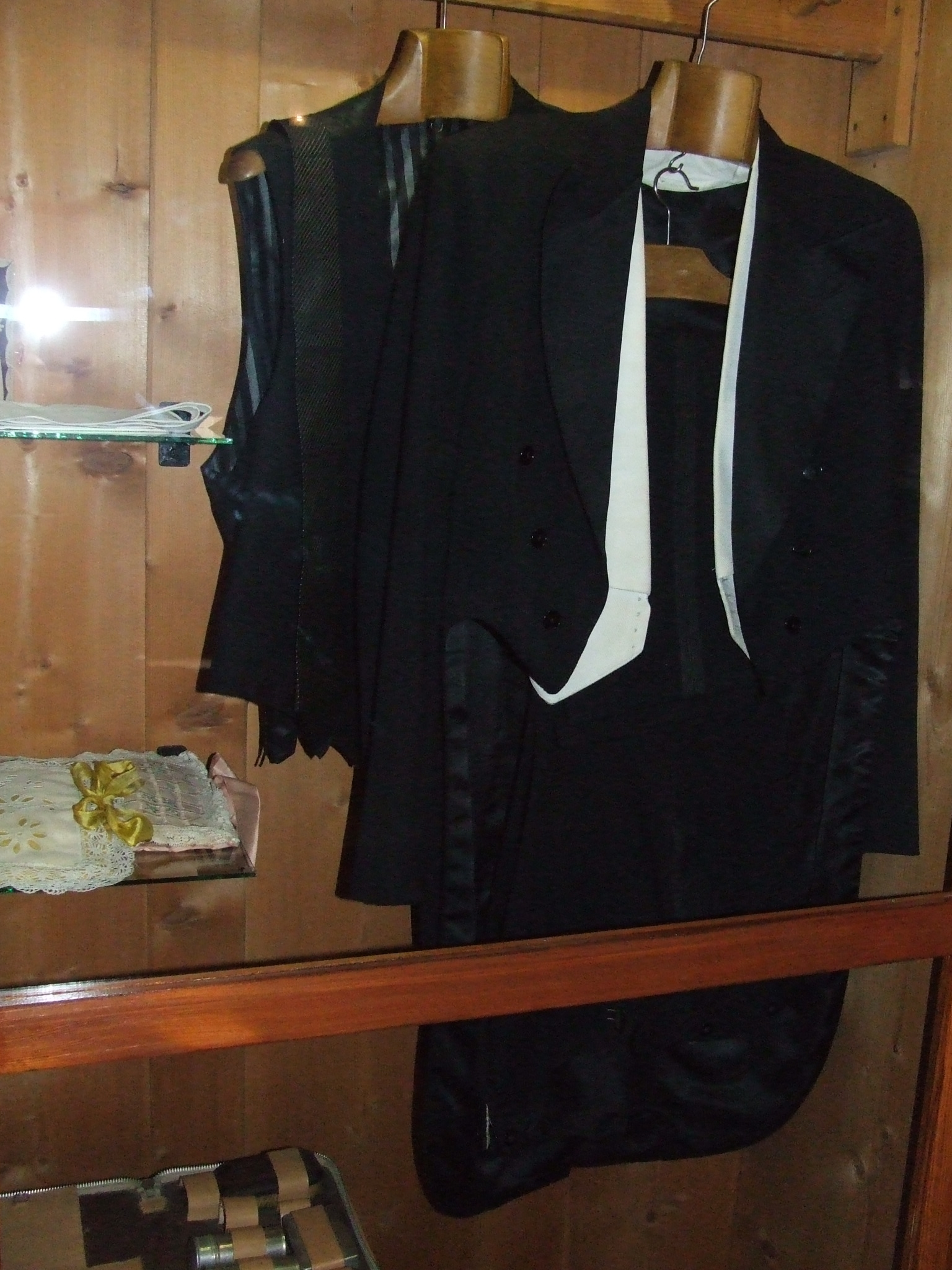
Jacquet van Szymanowski
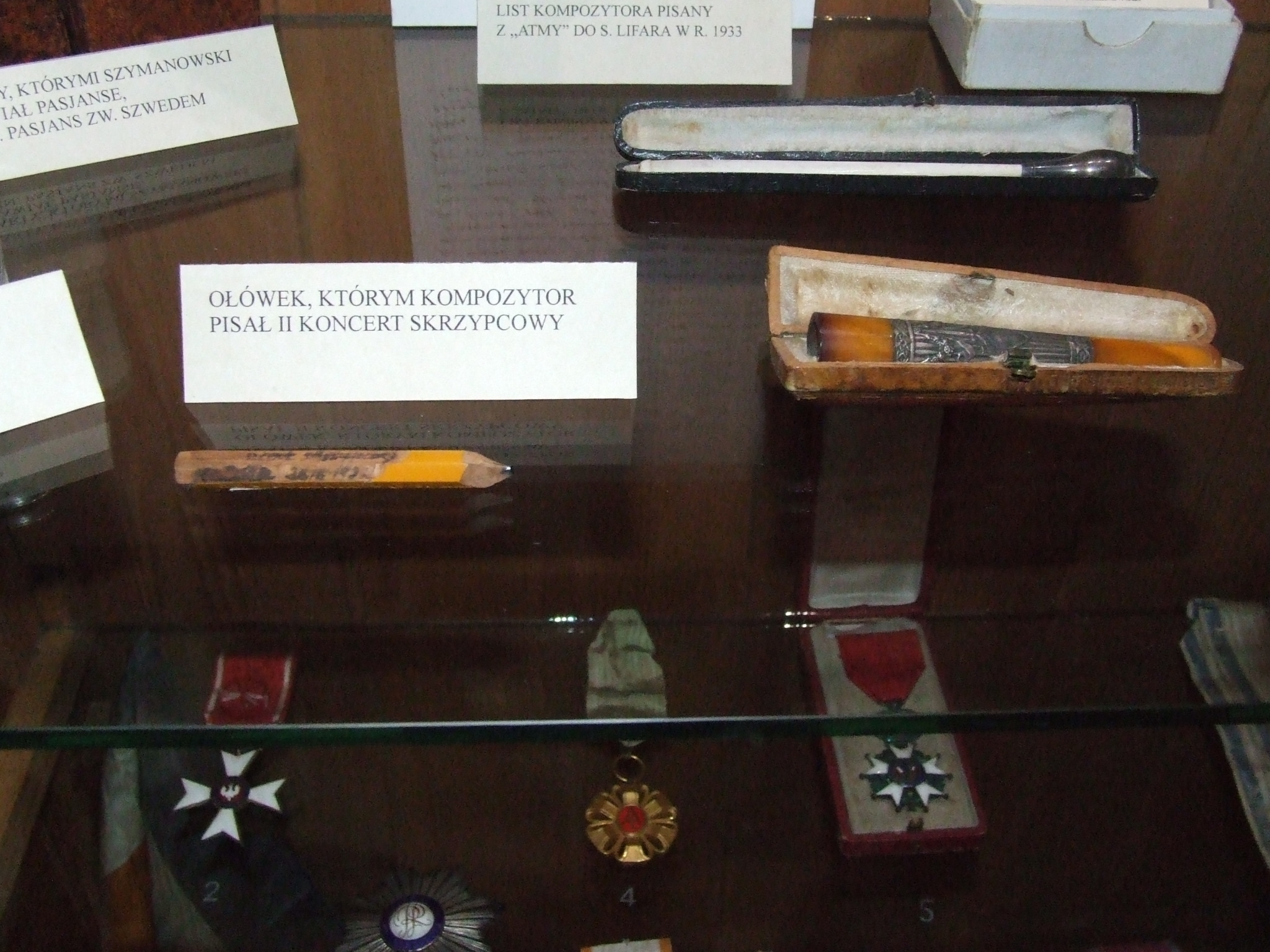
memorabilia van Szymanowski
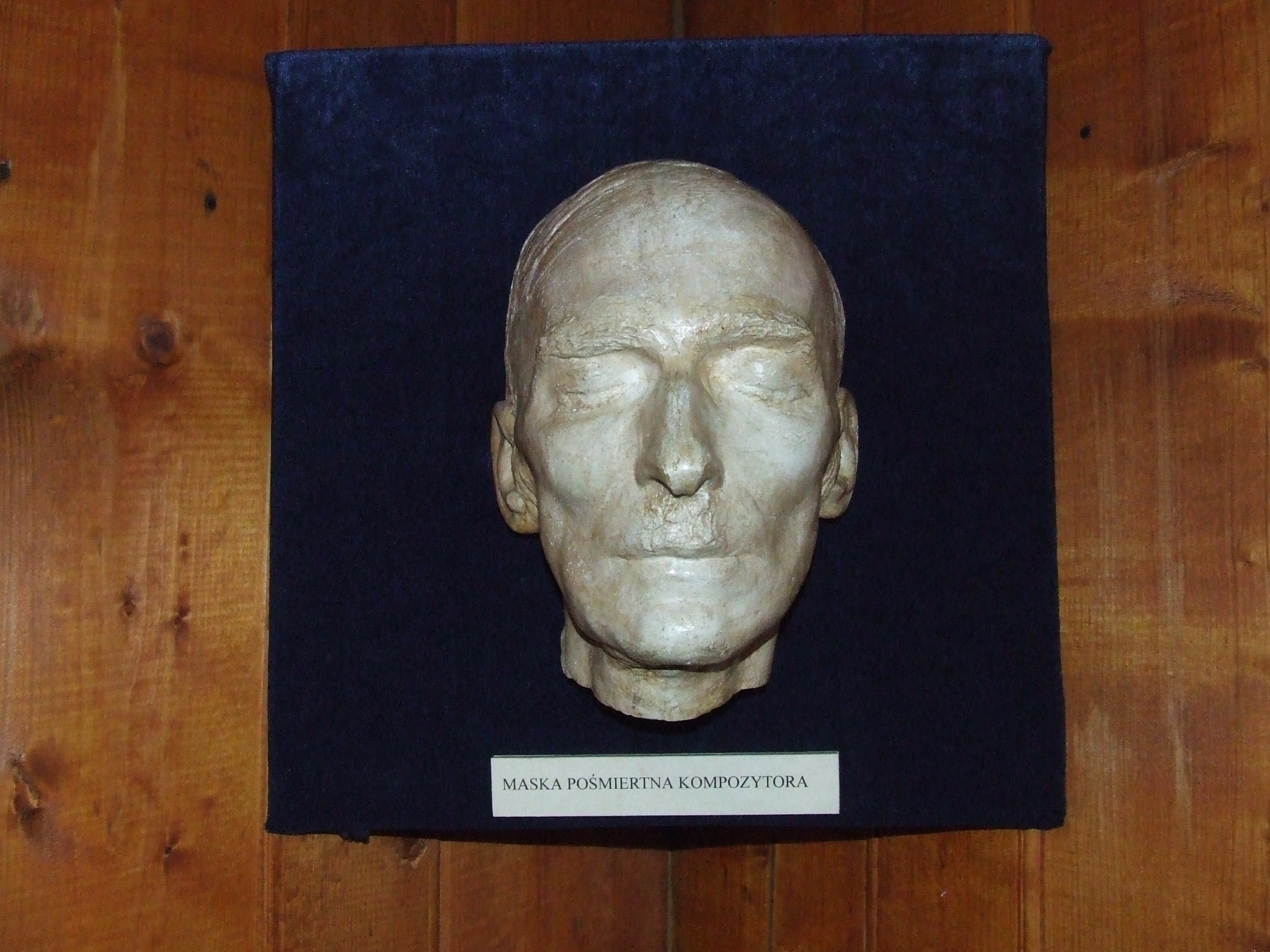
Dodenmasker van Szymanowski